# Beşiktaş JK
Beşiktaş Istanbul este o echipă de fotbal din Turcia. Echipa a fost înființată în anul 1903.
Este una dintre Cei Trei Granzi din Turcia și una dintre cele mai de succes echipe din țară, nefiind retrogradată niciodată într-o divizie inferioară. A fost primul club sportiv înregistrat din țară și unul dintre puținele care și-a dobândit dreptul de a purta steagul Turciei pe steag.
A câștigat 21 de titluri de campioană, 16 de când campionatul Turciei se numește Super Lig Turciei. Beșiktaș este, de asemenea, singura echipă care a câștigat neînvinsă Süper Lig, în campania 1991–92. Echipa a câștigat ultima dată titlul Süper Lig și Cupa Turciei în sezonul 2020-21.
Joacă meciurile de acasă pe Stadionul Beșiktaș, un stadion cu o capacitate de 42.590 de locuri, situat lângă Palatul Dolmabahçe. Stadionul a fost considerat unul dintre cele mai bune din lume pentru locație, design, confort, tehnologie, atmosferă și transport.
În cupele europene, Beșiktaș a ajuns în sferturile de finală ale Cupei Campionilor Europeni 1986–87 și a avut cea mai bună performanță a unei echipe din Turcia în faza grupelor Ligii Campionilor, câștigând 14 puncte și progresând fără înfrângere în optimi în sezonul 2017–18. Beșiktaș a ajuns, de asemenea, în sferturile de finală ale UEFA Europa League de două ori, în sezoanele 2002–03 și 2016–17. Pe baza coeficientului său UEFA, Beșiktaș este în prezent cea mai bine clasată echipă turcă și este pe locul doi din toate timpurile după rivala Galatasaray.

## Jucători

### Lotul actual
La 10 iulie 2025.
| Nr. |                       | Poziție | Jucător                                |
| --- | --------------------- | ------- | -------------------------------------- |
| 1   | Turcia                | P       | Mert Günok (vice-căpitan)              |
| 2   | Norvegia              | F       | Jonas Svensson                         |
| 3   | Brazilia              | F       | Gabriel Paulista                       |
| 5   | Turcia                | M       | Demir Ege Tıknaz                       |
| 6   | Bosnia și Herțegovina | M       | Amir Hadžiahmetović                    |
| 7   | Kosovo                | A       | Milot Rashica                          |
| 8   | Turcia                | M       | Salih Uçan                             |
| 9   | Anglia                | A       | Tammy Abraham (împrumutat de la Roma)  |
| 10  | Turcia                | M       | Orkun Kökçü (împrumutat de la Benfica) |
| 11  | Ecuador               | M       | Keny Arroyo                            |
| 14  | Germania              | F       | Felix Uduokhai                         |
| 15  | Anglia                | M       | Alex Oxlade-Chamberlain                |
| 17  | Turcia                | M       | Kartal Yılmaz                          |
| 18  | Portugalia            | M       | João Mário                             |
| 19  | Turcia                | A       | Yakup Arda Kılıç                       |
| 20  | Turcia                | M       | Necip Uysal (căpitan)                  |
| 21  | Turcia                | M       | Cemal Azad Demir                       |
| 22  | Kazahstan             | M       | Bakhtiyar Zaynutdinov                  |
| 23  | Albania               | M       | Ernest Muçi                            |
| 24  | Turcia                | F       | Tayyip Talha Sanuç                     |
| 25  | Austria               | M       | Can Keleș                              |

| Nr. |            | Poziție | Jucător                                  |
| --- | ---------- | ------- | ---------------------------------------- |
| 27  | Portugalia | A       | Rafa Silva                               |
| 28  | Libia      | M       | Al-Musrati                               |
| 30  | Turcia     | P       | Ersin Destanoğlu (al 3-lea căpitan)      |
| 33  | Turcia     | P       | Emre Bilgin                              |
| 39  | Cehia      | F       | David Jurásek (împrumutat de la Benfica) |
| 40  | Turcia     | F       | Emrecan Uzunhan                          |
| 44  | Turcia     | M       | Fahri Kerem Ay                           |
| 53  | Turcia     | F       | Emirhan Topçu                            |
| 70  | Columbia   | M       | Elan Ricardo                             |
| 71  | Camerun    | M       | Jean Onana                               |
| 75  | Turcia     | F       | Tayfur Bingöl                            |
| 79  | Turcia     | F       | Emrecan Terzi                            |
| 83  | Portugalia | M       | Gedson Fernandes                         |
| 85  | Turcia     | F       | Mustafa Azem Yortaç                      |
| 90  | Turcia     | A       | Semih Kılıçsoy                           |
| 91  | Turcia     | A       | Mustafa Erhan Hekimoğlu                  |
| 93  | Turcia     | F       | Arda Özüarap                             |
| 94  | Turcia     | P       | Göktuğ Baytekin                          |
| 96  | Turcia     | P       | Emir Yașar                               |
|     | Turcia     | M       | Kerem Atakan Kesgin                      |